# Tatiana Okupnik
Tatiana Olga Okupnik ou Tatiana (Łódź, Polónia, 2 de Setembro de 1978) é uma cantora, autora e compositora polaca. Ela tem uma característica, um timbre vocal único. Musicalmente ela colaborou, por exemplo, com Tim Hutton, Wyclef Jean, Lenny White e banda polaca Blue Café. Em 2012, Okupnik tornou-se júri da segunda edição do X Factor Polónia.

## Discografia

### Álbuns
- 2007: On My Own
- 2011: Spider Web

### Singles
- 2007: "Don't Hold Back"
- 2007: "Keep It On The Low" (featuring Mika Urbaniak e Michał Urbaniak)
- 2007: "Don't Hold Back" – Pszona Summer Mix
- 2008: "Kogo kocham"
- 2009: "Valentine" (featuring Wyclef Jean)
- 2009: "Maximum"
- 2011: "Spider Web"
- 2011: "Been A Fool"